# Латтарико
Латтарико (італ. Lattarico, сиц. Lattaricu) — муніципалітет в Італії, у регіоні Калабрія, провінція Козенца.
Латтарико розташоване на відстані близько 410 км на південний схід від Рима, 75 км на північний захід від Катандзаро, 22 км на північний захід від Козенци.
Населення — 4046 осіб (2014).
Щорічний фестиваль відбувається 6 грудня. Покровитель — святий Миколай.

## Демографія
Населення за роками:

Станом на 1 січня 2023 року в муніципалітеті офіційно проживали 94 іноземці з 15 країн, серед них 25 громадян країн Євросоюзу та 9 громадян України.

## Сусідні муніципалітети
- Бізіньяно
- Фускальдо
- Луцці
- Монтальто-Уффуго
- Рота-Грека
- Сан-Бенедетто-Уллано
- Сан-Мартіно-ді-Фініта
- Торано-Кастелло